# Арістова Алла Вадимівна
А́лла Вади́мівна А́рістова (08 червня 1967 року, м. Київ, Україна) — українська науковиця в галузі релігієзнавства та конфліктології, доктор філософських наук (з 2008 р.), професор (з 2011 р.), енциклопедистка.

## Життєпис
1983 р. закінчила київську школу № 49.
1988 р. закінчила з відзнакою філософський факультет Київський державний університет ім. Т. Г. Шевченка.
Після закінчення (з 1988) працювала на кафедрі філософії у Київському автомобільно-дорожньому інституті (тепер Національний транспортний університет) на посадах старшого лаборанта, асистента (з 1994), доцента (з 2000).
У 2005—2015 рр. — завідувачка кафедри філософії та педагогіки Національного транспортного університету. 2011 отримала вчене звання професора.
У 2015—2018 рр. — професор кафедри.
Викладала навчальні дисципліни: «Релігієзнавство», «Соціологія», «Конфліктологія», «Основи філософських знань» тощо. Вела курс «Глобалізація і релігія» у Національному університеті «Києво-Могилянська академія».
Працювала в редколегіях наукових журналів «Українське релігієзнавство», «Історія релігій в Україні», «Humanities and Social Sciences» (Польща), заступником головного редактора журналу «Релігійна свобода». Входила до експертної ради Державного органу (департаменту, комітету, служби) у справах релігій та національностей, Експертної ради МОН, спеціалізованих вчених рад.
Членкиня Ради правління Української асоціації релігієзнавців.
З 2019 р. — завідувач відділом соціогуманітарних наук Державної наукової установи «Енциклопедичне видавництво», учасниця національного наукового проєкту зі створення «Великої української енциклопедії», відповідальний секретар редколегії ВУЕ.

## Наукова діяльність
Закінчила заочну аспірантуру Відділення релігієзнавства Інституту філософії імені Г. С. Сковороди НАН України (керівники — професори Лобовик Б. О., Колодний А. М.), з 1990 р. брала участь у наукових дослідженнях і проєктах Відділення релігієзнавства, з 2008 — старший науковий співробітник (за сумісництвом), почесний співробітник.
1994 р. захистила кандидатську дисертацію: «Проблеми філософії релігії у творчості П. Д. Юркевича», авторка низки статей з філософії «київської школи».
З 2000-х рр. основна сфера зацікавлень — соціологія релігії та конфліктологія, сучасні соціорелігійні процеси в Україні та світі, глобалізація і релігія.
2008 р. захистила докторську дисертацію за темою: «Релігійні конфлікти в перехідних європейських суспільствах: природа, динаміка, вплив на релігійно-суспільні процеси».
Авторка понад 220 наукових і навчально-методичних праць, у тому числі 12 монографій (2 — індивідуальні, 10 у співавторстві), 6 навчальних посібників, понад 100 довідкових та енциклопедичних статей до видань «Релігієзнавчий словник», «Українська релігієзнавча енциклопедія», «Велика українська енциклопедія».

## Праці
- Релігійні конфлікти в сучасному світі: природа, вияви шляхи врегулювання: монографія. Київ: НТУ, 2007. 336 с.
- Ісламські процеси у світі та в Україні: реалії і прогнози: Колективна монографія / за ред. А. Арістової. Київ: УАР, 2011. 201 с.
- Феномен релігійної девіації: теоретичні нариси: монографія. Київ: Інтерсервіс, 2017. 182 с.
- Релігія в Україні // Україна: 30 років незалежності. Стислий довідник. Київ: ДНУ «Енциклопедичне видавництво», 2021.
- Криза релігійної ідентичності: підходи до концептуалізації // Релігія і соціум. 2019. № 1-2 (33-34). С. 94-100.
- Міграційна криза Європи: виклики для релігійних відносин // Українське релігієзнавство. 2016. № 77. С. 41-47.
- Динаміка релігійно-вмотивованого тероризму: глобальні тренди // Релігійна свобода: на перехресті епох, країн і культур. 2016. № 19. С. 92–95.
- Динаміка глобальної умми як світоформуючий чинник// Вісник Черкаського університету. Серія філософія. 2015. Вип. № 11 (344). С. 3-9.
- Сучасний дискурс дослідження релігійних конфліктів // Українське релігієзнавство. 2013. № 68. С. 188—199.
- Міжконфесійна напруженість в Кримському соціумі: соціологічні виміри // Українське релігієзнавство. 2010. № 53. С. 159—167.
- Євроінтеграція і проблема зіткнення етноконфесійних ідентичностей // Гуманітарні студії. Збірник наукових праць. Вип. 2. Київ: КНУ ім. Т. Г. Шевченка, 2007. С. 4–9.
- Релігієзнавство. Курс лекцій. Навч. посіб.. Київ: НТУ, 2008
- Філософія: Навч. посіб. для аспірантів і здобувачів / [Кол. авторів; за наук. ред. проф. Арістової А. В. і проф. Синякова С. В.]. Київ: НТУ, 2013. 248 с. (Рекомендовано МОН України)
- Філософія глобальних проблем сучасності: Навч. посіб. Київ: НТУ, 2016. 184 с.

## Нагороди та відзнаки
- Почесна грамота Державного комітету телебачення і радіомовлення України (2021)
- Почесна грамота Української асоціації релігієзнавців (2017).
- Почесна грамота Президії Національної академії наук України (2016).
- Подяка Міністерства освіти і науки України (2014).
- Почесна Грамота Кабінету Міністрів України (2010).